# 飯能まつり
飯能まつり（はんのうまつり）は、11月の第一土曜日・日曜日に埼玉県飯能市で行われる祭りである。1971年から開催されている。

## 概要
市内11箇所の山車が市内を練り歩く。

### 日程
11月の第一土曜・日曜日に開催される。
1日目は前夜祭として日中は底抜け屋台の町内引き回し、夜には市の中心部で曳き合わせが行われる。底抜け屋台とは文字通り底が抜けた屋台で、太鼓・笛・鉦の演奏者は歩きながらお囃子を演奏する。練り歩くときは飯能音頭やノーエ節などを演奏、屋台と屋台が出会ったときや家々の前ではシャギリという激しい曲を演奏する。特に夜の引き合わせは見物。
2日目は本祭り。大きな屋台・山車が11台登場。練り歩くときには花万灯、手古舞が先頭に着く。お囃子は神田囃子の系統で、神田大橋流と小田原囃子若狭流の二つの流派がある。仁馬、屋台、四丁目などの曲があり、いずれもおかめ、ひょっとこ、天狐、獅子、外道など、曲に合わせた踊りがつく。外道は飯能独特。山車のほかにも獅子舞や御輿もある。ほかに飯能音頭、飯能屋台囃子、西川音頭などの民謡パレードや梯子乗りなど多彩なイベントが行われる。見所の多い祭りである。

### 歴史
1971年（昭和46年）、飯能市や市観光協会、商工会議所などが中心となって始められた。
飯能の秋祭りはそれまでは9月に各所で行われていたが、雨に悩まされることが多かった。1971年に統一祭りとして一本化され、市民祭りとして11月の2・3日に開催されるようになった。現在は第一土曜・日曜日に開催。2020・21年は中止

### その他
7月の第二土日には夏祭りが開催されるが、こちらは底抜け屋台が中心。市中心部は8か町、周辺部でも地区毎に開催。一部山車の引き回しもある。
2007年9月29、30日、東京都千代田区で開催された「江戸天下祭」に飯能市原町所有の神武天皇を乗せた山車が参加した。日比谷公園から皇居前広場までを練り歩き、勇壮な姿が沿道の見物客を楽しませた。

## ギャラリー
- 2006年11月5日に開催された飯能まつりの様子。

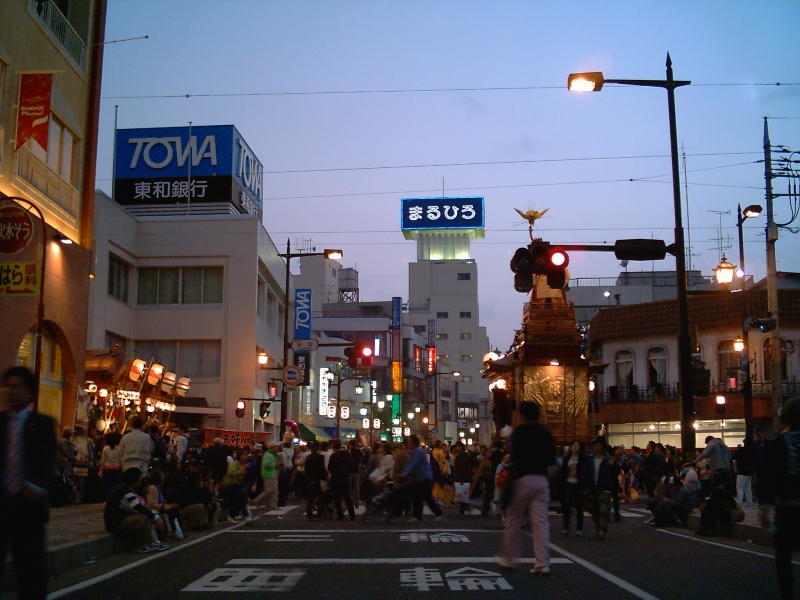
多数の見物客が訪れた2006年飯能まつり
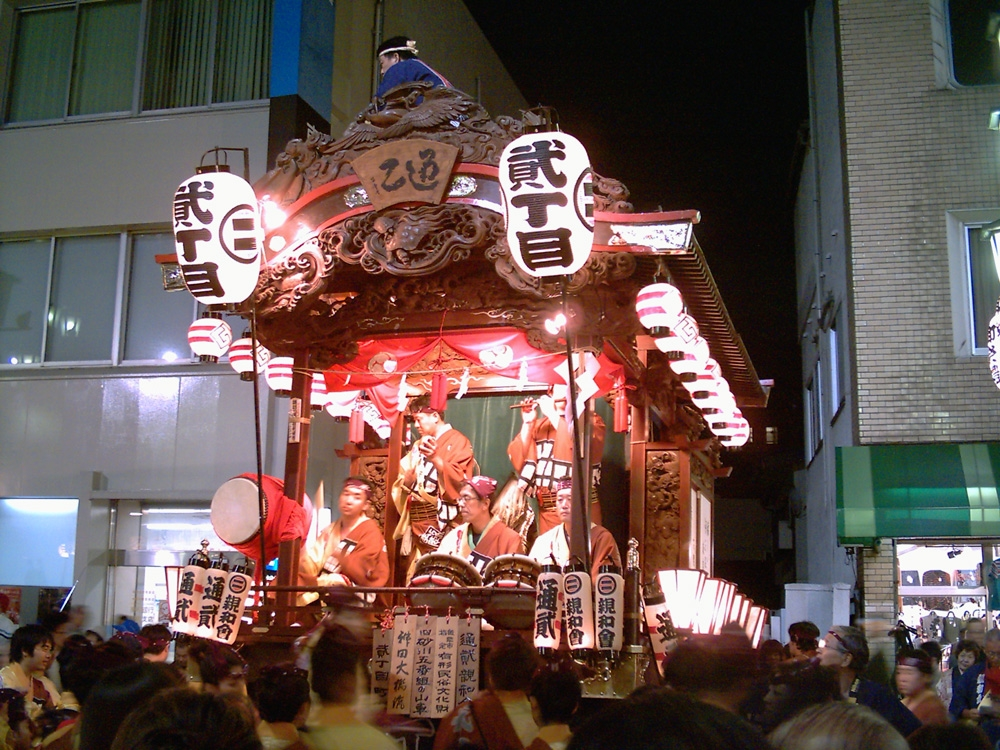
山車
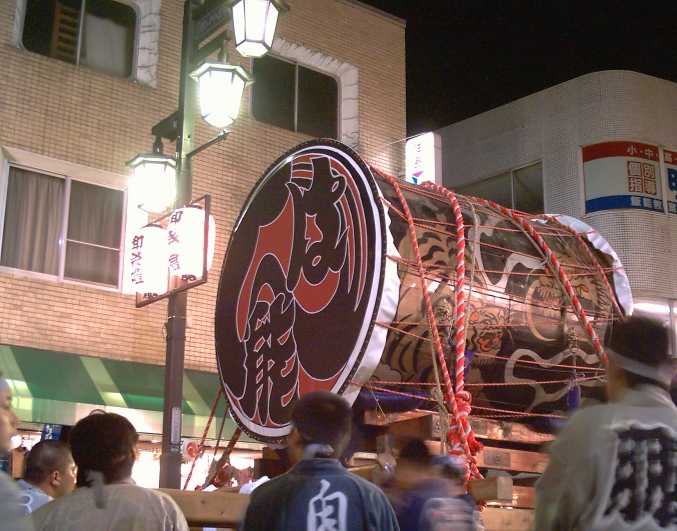
太鼓みこし。2日目18時頃東町交差点で行われる山車と太鼓みこしの引き合わせは飯能まつりの見所の一つ。
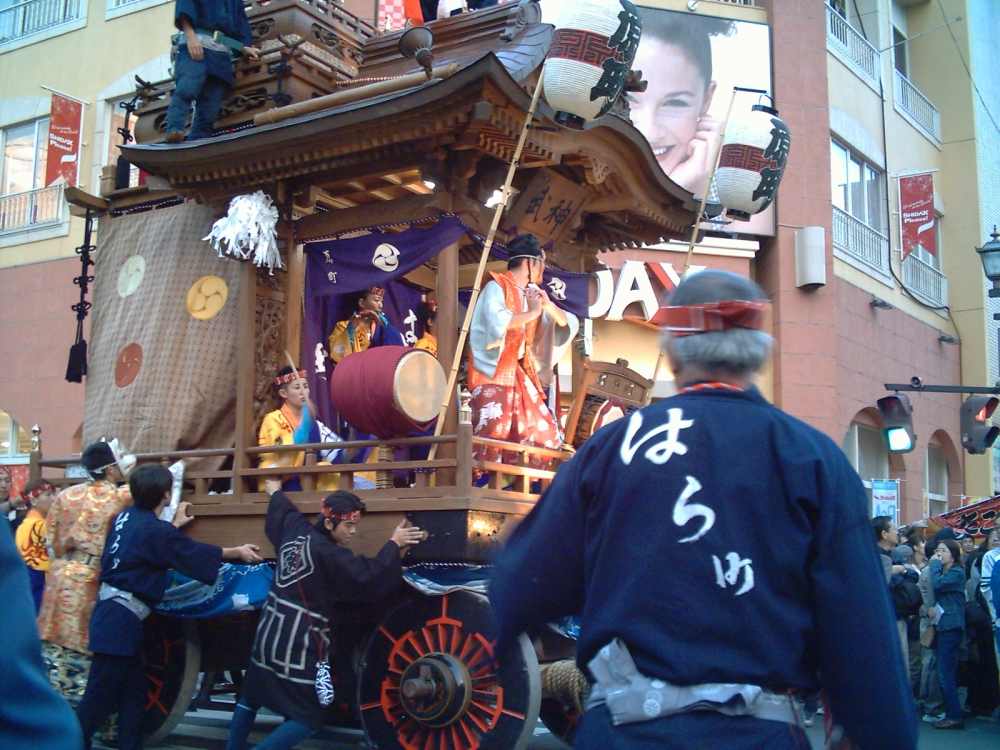
市内を練り歩く山車
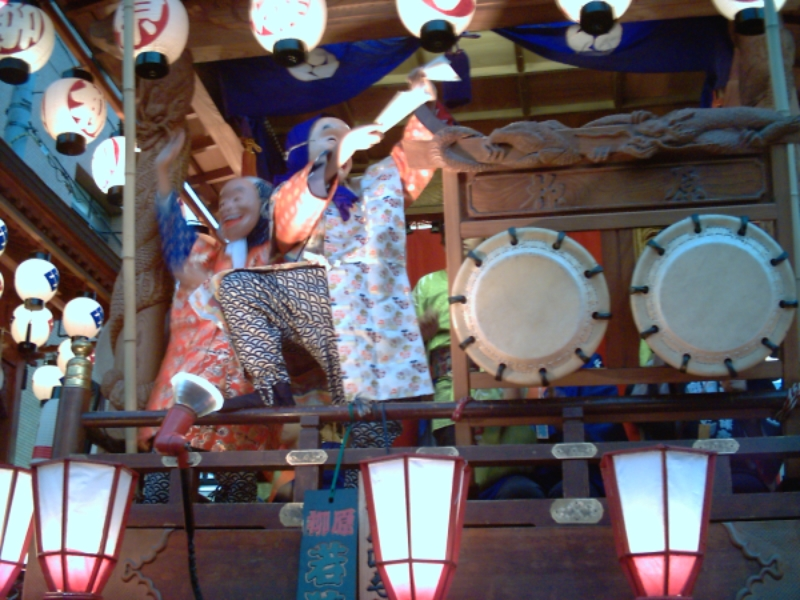
市内を練り歩く山車の上で踊りを披露
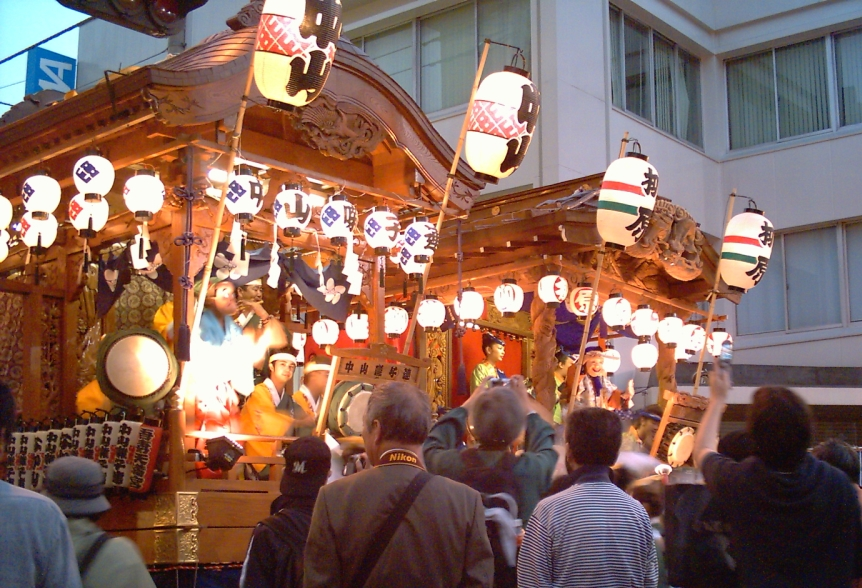
市内を練り歩く山車の上段で祭囃子を披露
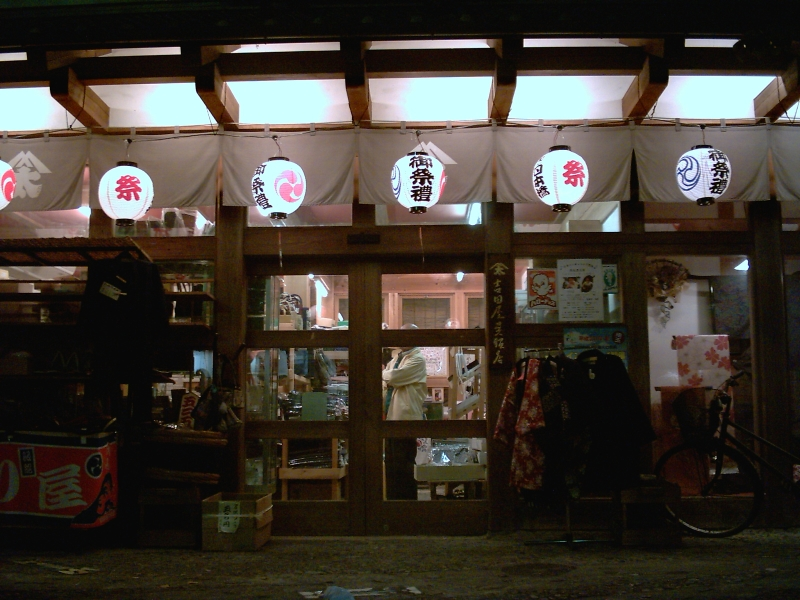
市内の商店の軒先に飾られた提灯
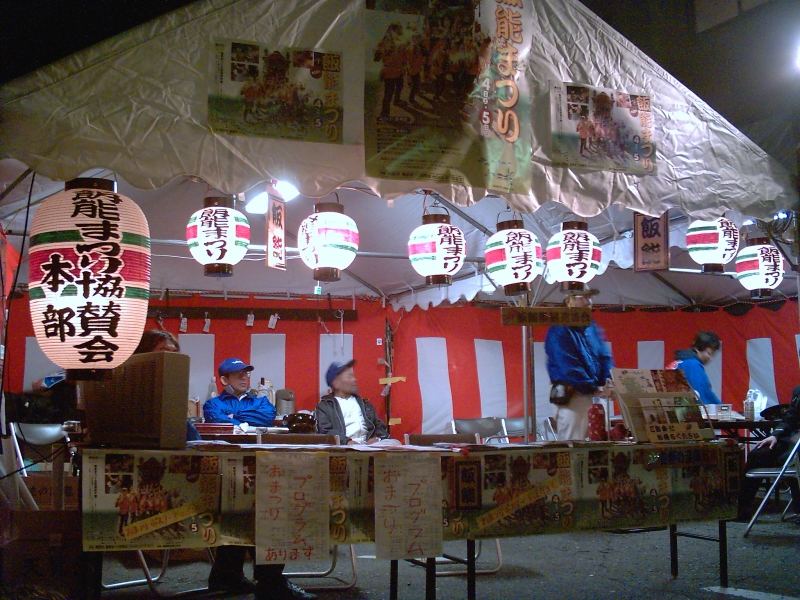
飯能まつり協賛会本部